# Blutfahne (NSDAP)

Hitler während des Reichsparteitages in Nürnberg 1935. Hitler nimmt vorbeimarschierende SA-Einheiten ab. Im Auto hinter Hitler: die Blutfahne und ihr Träger, der SS-Mann Jakob Grimminger.

Blutfahne war die offizielle Bezeichnung für jenes Exemplar der Hakenkreuzflagge, das beim Marsch auf die Feldherrnhalle in München am 9. November 1923 beim versuchten Hitlerputsch gegen die Reichsregierung von den Anhängern Hitlers mitgeführt wurde. Sie wurde ein Kultgegenstand der NSDAP.
Den bereits im Heiligen Römischen Reich verwendeten Begriff der Blutfahne vereinnahmte die NSDAP für ihre Parteirituale.

## Entstehung
Bei dem von Hitler und Ludendorff angeführten Putschversuch am 9. November 1923 in München kam es auf der Residenzstraße vor der Feldherrnhalle zu einem Schusswechsel mit der bayerischen Polizei, bei dem 13 Nationalsozialisten, vier Landespolizisten und ein unbeteiligter Passant starben. Angeblich tränkte das Blut der dabei erschossenen SA-Männer Andreas Bauriedl, Anton Hechenberger und Lorenz Ritter von Stransky-Griffenfeld eine Hakenkreuzfahne, die von Heinrich Wilhelm Trambauer getragen wurde. Dieser flüchtete nach dem Gefecht in das Haus eines Bekannten. Trambauer versteckte die Fahne bis zu Hitlers Haftentlassung 1924, danach übergab er sie Hitler. Die Fahne erhielt eine neue Stange und Spitze sowie eine Plakette, auf der die Namen der getöteten SA-Männer eingraviert waren.
Am 4. Juli 1926 wurde die Blutfahne von Hitler dem SS-Reichsführer Joseph Berchtold überreicht und zur Verwahrung anvertraut. Er musste sich und seine Organisation, die SS, organisatorisch der Obersten SA-Führung unterstellen.

## Nutzung als Reliquie
Die Berührung der Blutfahne diente ab 1926 in Anlehnung an mittelalterliche Traditionen auf Parteitagen zur „Weihe“ aller Parteifahnen und Standarten von SA- und SS-Einheiten. Zwischen den Parteitagen wurde die Reliquie zur Erinnerung an die „Blutzeugen“ bis 1931 im „Ehrensaal der SA“ in der Geschäftsstelle der NSDAP in München aufbewahrt, danach in der „Fahnenhalle“ des Braunen Hauses. Bei sämtlichen Zeremonien und Paraden wurde die Blutfahne grundsätzlich von Jakob Grimminger, der Teilnehmer am Münchner Putsch vom 9. November 1923 war und zuletzt mit dem Dienstgrad eines „SS-Standartenführers“ zum offiziellen Träger der Blutfahne ernannt wurde, oder Heinrich Wilhelm Trambauer († 1942) getragen.

## Verbleib
Oft wurde behauptet, die Blutfahne sei zum letzten Mal bei der Beisetzung von Adolf Wagner, dem Gauleiter von München-Oberbayern, im April 1944 in der Öffentlichkeit gesehen worden.
Zum vermutlich vorletzten Mal wurde sie bei der Einberufungszeremonie des Volkssturmes am 18. Oktober 1944 eingesetzt. Die Zeremonie wurde von Heinrich Himmler durchgeführt; zudem anwesend waren unter anderem Wilhelm Keitel, Heinz Guderian, Hans Heinrich Lammers und Martin Bormann.
Die letzte bislang nachweisbare Verwendung in der Öffentlichkeit war am 12. November 1944 in München im Zirkus Krone am Marsfeld, als in Anwesenheit von u. a. Himmler und Bormann die Feier für die Toten des 9. November 1923 in Verbindung mit der Vereidigung von Volkssturmmännern stattfand. Zu den Ehrengästen der Veranstaltung zählten Wilhelm Keitel , Franz Xaver Schwarz, Max Amann, Robert Ley, Wilhelm Frick und Bernhard Rust.
Daher liegt die Vermutung nahe, dass die Fahne anschließend zurück in das Münchner Braune Haus gebracht wurde.
Manche behaupten, sie befände sich heute im Besitz eines privaten Sammlers in Norddeutschland; andere vermuten, sie sei bei einem Bombenangriff der Alliierten zerstört worden. Das Braune Haus wurde durch einen Luftangriff auf München am 7. Januar 1945 vollständig zerstört, seine Ruine in der Nachkriegszeit geplündert und 1947 abgerissen.